# Regine Mösenlechner
Regine Mösenlechner, née le 1er avril 1961 à Inzell, est une ancienne skieuse alpine allemande.

## Palmarès

### Jeux olympiques d'hiver
| Épreuve / Édition | Calgary 1988 | Albertville 1992 |
| Descente          | 7e           | -                |
| Super G           | 4e           | 14e              |

### Championnats du monde
| Épreuve / Édition | Garmisch 1978 | Bormio 1985 | Crans Montana 1987 | Vail 1989 |
| Descente          | -             | 5e          | Bronze             | -         |
| Super G           | -             | -           | 14e                | 5e        |
| Slalom            | 10e           | -           | -                  | -         |
| Combiné           | -             | 14e         | -                  | -         |

### Coupe du monde
- Meilleur résultat au classement général : 12e en 1979
  - 1 victoire : 1 super-G

#### Différents classements en Coupe du monde
| Année/Classement | Année/Classement | Général | Général | Descente | Descente | Slalom | Slalom | Géant  | Géant  | Super-G | Super-G | Combiné | Combiné |
| ---------------- | ---------------- | ------- | ------- | -------- | -------- | ------ | ------ | ------ | ------ | ------- | ------- | ------- | ------- |
| Année/Classement | Année/Classement | Class.  | Points  | Class.   | Points   | Class. | Points | Class. | Points | Class.  | Points  | Class.  | Points  |
| 1975             | 1975             | 39e     | 4       | -        | -        | 25e    | 4      | -      | -      | -       | -       | -       | -       |
| 1978             | 1978             | 28e     | 7       | -        | -        | 21e    | 2      | 18e    | 5      | -       | -       | -       | -       |
| 1979             | 1979             | 12e     | 85      | -        | -        | 11e    | 50     | 16e    | 31     | -       | -       | -       | -       |
| 1980             | 1980             | 15e     | 60      | -        | -        | 8e     | 44     | 15e    | 22     | -       | -       | -       | -       |
| 1981             | 1981             | 21e     | 61      | 29e      | 17       | 25e    | 10     | 28e    | 5      | -       | -       | 16e     | 17      |
| 1982             | 1982             | 69e     | 6       | 30e      | 6        | -      | -      | -      | -      | -       | -       | -       | -       |
| 1983             | 1983             | 79e     | 1       | 39e      | 1        | -      | -      | -      | -      | -       | -       | -       | -       |
| 1984             | 1984             | 35e     | 34      | 19e      | 16       | -      | -      | 40e    | 1      | -       | -       | 16e     | 18      |
| 1985             | 1985             | 31e     | 40      | 20e      | 21       | 41e    | 2      | 25e    | 14     | -       | -       | 23e     | 6       |
| 1986             | 1986             | 20e     | 80      | 9e       | 44       | -      | -      | 26e    | 10     | 19e     | 14      | 19e     | 12      |
| 1987             | 1987             | 17e     | 69      | 4e       | 71       | -      | -      | -      | -      | 19e     | 10      | -       | -       |
| 1988             | 1988             | 15e     | 80      | 9e       | 38       | -      | -      | -      | -      | 3e      | 40      | 19e     | 2       |
| 1989             | 1989             | 14e     | 84      | 8e       | 45       | -      | -      | 22e    | 12     | 6e      | 27      | -       | -       |
| 1990             | 1990             | 18e     | 85      | 22e      | 9        | -      | -      | 17e    | 24     | 6e      | 52      | -       | -       |
| 1991             | 1991             | 57e     | 12      | 37e      | 2        | -      | -      | -      | -      | 22e     | 10      | -       | -       |
| 1992             | 1992             | 46e     | 165     | 33e      | 34       | -      | -      | -      | -      | 12e     | 131     | -       | -       |

#### Détail des victoires
| Saison / Épreuve | Super-G | Total |
| 1990             | Vail    | 1     |
| Total            | 1       | 1     |